# Spinifex
Spinifex ist eine Pflanzengattung innerhalb der Familie der Süßgräser (Poaceae). Die etwa fünf Arten sind vom tropischen bis subtropischen Asien bis Australasien sowie auf Inseln des südwestlichen Pazifik verbreitet und kommen vor allem in Australien vor.

## Beschreibung

### Vegetative Merkmale
Spinifex-Arten sind gedrungene, ausdauernde Pflanzen. Sie haben stark verzweigte, weitreichende Stolone. Sie können auch Horste bilden. Sie sind Xerophyten oder manche Halophyten.
Die Laubblätter sind in Blattscheide und Blattspreite gegliedert. Die Blattscheiden sind locker und offen. Das Blatthäutchen ist ein bewimperter Rand. Die Blattspreite ist relativ lang und häufig seidig behaart.

### Generative Merkmale
Spinifex-Arten sind zweihäusig getrenntgeschlechtig (diözisch).

#### Blütenstände
Männliche und weibliche Blütenstände sind sehr unterschiedlich gestaltet. Die männlichen sind halbkugelig, die weiblichen kugelig. Beide bestehen aus Bündeln von Trauben, die in den Achseln von langen, tragblattartigen Hochblättern stehen. Die einzelnen Trauben stehen in den Achseln von kleinen, zweikieligen Tragblättern. Die Trauben der männlichen Pflanzen sind gestielt, tragen mehrere Ährchen und enden in kurzen Borsten. Die Trauben der weiblichen Pflanzen tragen nur ein Ährchen nahe der Basis, die Rhachis der Traube ist in eine lange Borste verlängert. Die Ährchen sind zweiblütig, selten einblütig.

#### Männliche Ährchen
Die Hüllspelzen sind halb so lang wie das Ährchen, ungleich und drei- bis neunnervig. Sie sind eiförmig-länglich, ganzrandig und kahl oder behaart. Die Deckspelzen der oberen und unteren Blüten sind ähnlich, drei- bis siebennervig, lanzettlich, ledrig, kahl oder behaart. Die Vorspelzen sind den Deckspelzen ähnlich, allerdings noch deutlich zweikielg. Die Lodiculae sind klein, breit eiförmig, gezähnt. Jede Blüte enthält drei Staubblätter. Ein Fruchtknotenrudiment ist vorhanden.

#### Weibliche Ährchen
Die Hüllspelzen sind etwa gleich lang wie das Ährchen, drei- bis neunnervig, oval bis lanzettlich, ganzrandig, kahl oder behaart. Die Deckspelzen der oberen und unteren Blüte können gleich oder unterschiedlich sein, haben drei oder keine Nerven und sind kahl. Die untere Blüte hat manchmal keine Vorspelze, die Lodiculae sind klein. Die drei Staubblätter sind meist klein und rudimentär, selten bilden sie Pollen. In der oberen Blüte ist die Vorspelze ähnlich der Deckspelze, die Lodiculae sind größer. Die drei Staubblätter sind länger und nur selten pollenbildend. Die Spitze des Fruchtknotens ist kahl und trägt lange Narbe.

#### Früchte
Die Karyopse ist in die verhärteten Spelzen eingeschlossen, aber nicht damit verwachsen. Der Embryo ist groß, die Narbe punktförmig.

## Systematik und Verbreitung
Die Gattung Spinifex wurde 1771 durch Carl von Linné in Mantissa Plantarum 163, 300 aufgestellt. Ein Synonym für Spinifex L. ist Ixalum G.Forst. nom. nud.
Die Gattung Spinifex gehört zur Tribus Paniceae in der Unterfamilie Panicoideae innerhalb der Familie der Poaceae.
Die Spinifex-Arten kommen in Ostasien, in der indomalayischen Region und in Australien vor. Sie gedeihen auf offenen Standorten. Sie können Sanddünen befestigen.
Es gibt etwa fünf Arten:

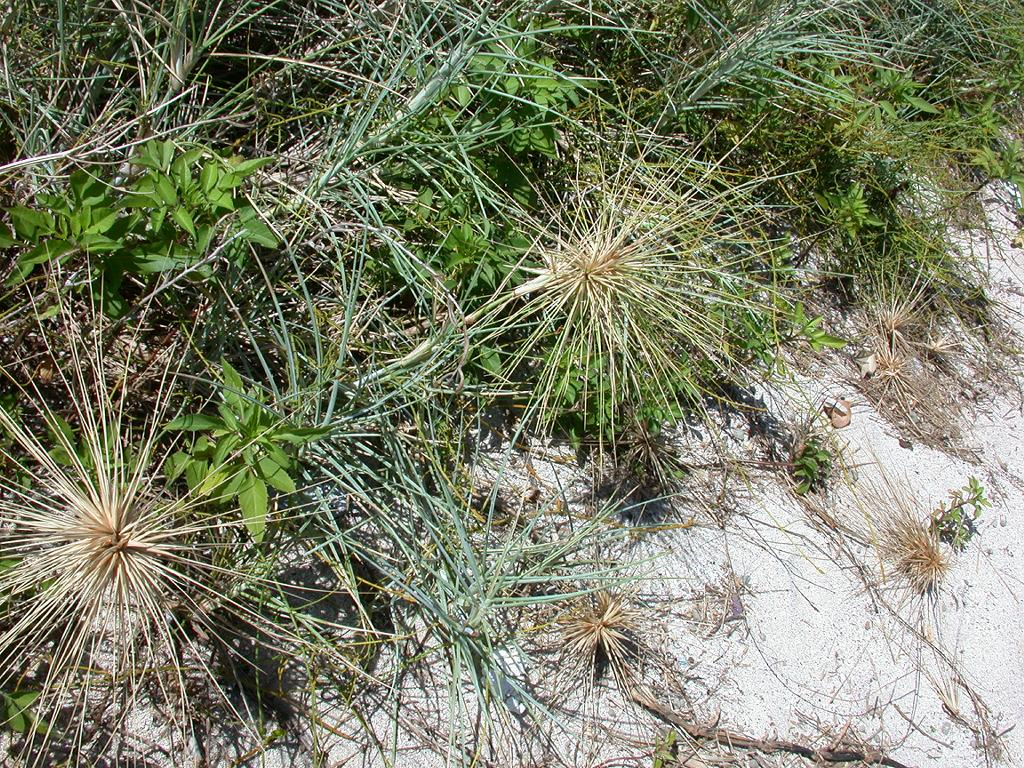
Spinifex littoreus in Japan

- Spinifex alterniflorus Nees = Naturhybride von Spinifex hirsutus × Spinifex longifolius: Sie kommt nur im australischen Bundesstaat Western Australia vor.[6]
- Spinifex hirsutus Labill. (Syn.: Spinifex inermis Banks & Sol. ex Hook. f.)Sie gedeiht an den Küsten der australischen Bundesstaaten Western Australia sowie South Australia.[6]
- Spinifex littoreus (Burm.f.) Merr. (Syn.: Spinifex squarrosus L., Spinifex dioicus Buch.-Ham. ex Dillwyn, Spinifex elegans Buse): Sie ist von Indien über Ostasien sowie Malaysia bis Polynesien und Australien weitverbreitet.
- Spinifex longifolius R.Br. (Syn.: Spinifex littoreus var. longifolius (R.Br.) Backer, Spinifex fragilis R.Br.): Sie ist von Thailand bis Australien verbreitet.[2]
- Spinifex sericeus R.Br.: Sie ist von Australien bis Neukaledonien sowie Neuseeland verbreitet.[2]

Nicht mehr zur Gattung Spinifex gehört:
- Spinifex paradoxus (R.Br.) Benth. → Zygochloa paradoxa (R.Br.) S.T.Blake

## Belege
- Spinifex in der Flora of New Zealand